# Morkvîna, Kompaniivka
Morkvîna (în ucraineană Морквина) este un sat în comuna Buzova din raionul Kompaniivka, regiunea Kirovohrad, Ucraina.

## Demografie
Componența lingvistică a localității Morkvîna
     Ucraineană (100%)
Conform recensământului din 2001, toată populația localității Morkvîna era vorbitoare de ucraineană (100%).